# ケイブストリーム

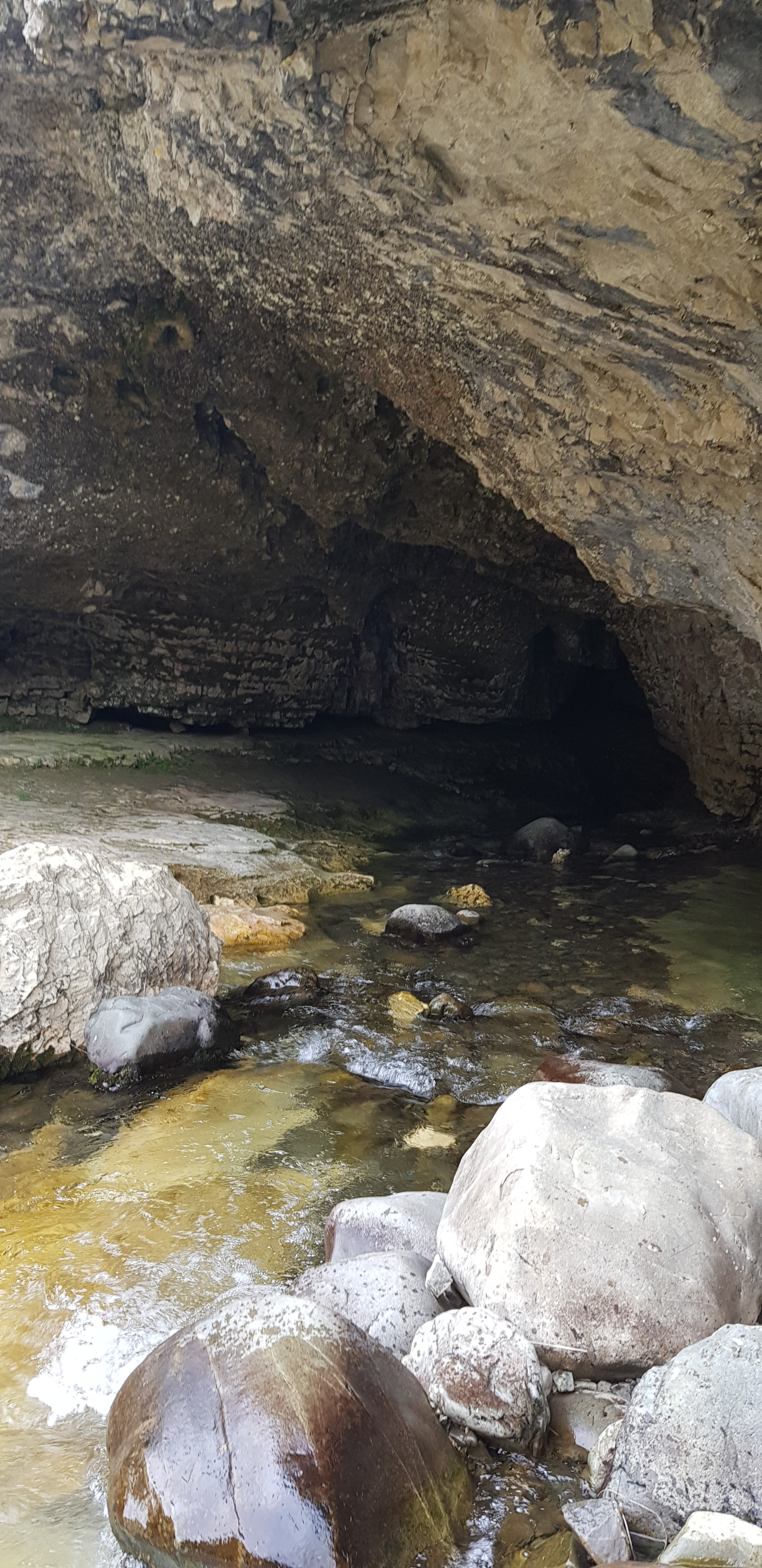
ケイブストリーム

ケイブストリーム（英: Cave Stream）は、ニュージーランドのキャッスルヒルに位置する長さ594 mの洞窟である。また、『壊れた川の洞穴』（Broken River Cave）と呼ばれている。

## 歴史
洞窟流域でマオリが500年前に作ったと思われる容器のようなものが見つかった。それは木のフレームと亜麻から作られておりまた、フレームの上に複雑に織られた亜麻は収納容量を拡げるため両方向に伸縮できることが分かった。この容器は現在と同じく物などを運ぶ目的で使用されており、現代に伝統的知識として影響を与えた。またこの容器はカンタベリー博物館で見ることができる。1857年、ヨーロッパ人のジョセフ・ピアソン（Joseph Pearson）はジョセフ・ホドン（Joseph Hawdon）という人物から土地選びの依頼を受け、初のヨーロッパ人としてケイブストリームに訪れた。

## 生物
主にクモが多く生息している。また、カマドウマ（英: Weta）が多数生息している。他にも小さな虫が多く生息しており様々な生物が生息している。

## 注意
洞窟の中は道中ずっと水なので濡れていい服や動きやすい服また防寒服を着ていくことを推奨する。しかし、綿製の服やジーンズなどの服は濡れた際に動きづらくとても危険なので絶対に着ていかないように。また最大でも腹部辺り最低でも足首辺りまで濡れる。もし首辺りまで水が来た場合はすぐに中断すること。懐中電灯なしだと真っ暗で何も見えなくなるので行く際は必ずヘルメットと懐中電灯を持っていくことを推奨する。足場には石がたくさんあるのでゆっくり進むこと。

## その他
- 長さは594 mでおよそスタート地点からゴール地点まで1時間掛かる。
- ゴールでは岩に設置されたハシゴを登り、鎖を使って岩から抜けなければならない。
- 途中にとても流れのはやいコースがあるので1人で行かず複数で行くことを推奨する。万が一のため、水と食料も忘れずに。

## アクセス
- 自動車：クライストチャーチから1時間30分

## 周辺
- フロックヒルレストラン
- ウィルダネスロッジアーサーズパス